# بالدمالوکه
بالدمالوکه (به اسپانیایی: Valdemaluque) یک دهستان در اسپانیا است که در سریا واقع شده‌است.

## خصوصیات
بالدمالوکه ۶۲ کیلومترمربع مساحت و ۲۵۱ نفر جمعیت دارد.